# Spartinacoccus rhoadesae
Spartinacoccus rhoadesae är en insektsart som beskrevs av Kosztarab 1996. Spartinacoccus rhoadesae ingår i släktet Spartinacoccus och familjen ullsköldlöss. Inga underarter finns listade i Catalogue of Life.